# Stephan Krehl
Pour les articles homonymes, voir Krehl.
Stephan Krehl est un compositeur, pédagogue et théoricien allemand, né à Leipzig le 5 juillet 1864 et mort dans la même ville le 9 avril 1924.

## Biographie
Il a étudié aux conservatoires de musique de Dresde et Leipzig, où le professeur Salomon Jadassohn le prit sous son aile.

## Œuvres
Il a écrit, entre autres, un Traité général de la musique et une Théorie de la musique et de science de la composition, mais aussi un quatuor à cordes en la majeur op. 17 et un quintette avec clarinette en la majeur op. 19.